# Статуя Скотта

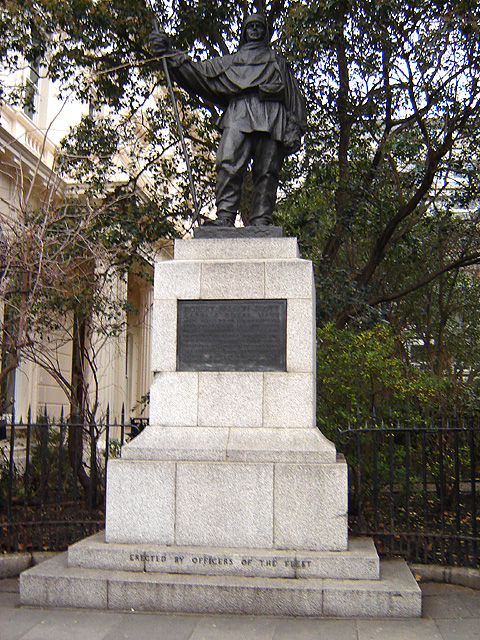
Статуя Скотта в Лондоні

Статуя Скотта — пам'ятник Роберту Фолкону Скотту, який зробила його вдова Кетлін Скотт.
Британський дослідник Антарктиди Роберт Скотт загинув при поверненні з Південного полюса в кінці березня 1912 року. В пам'ять про чоловіка його вдовою була створена бронзова статуя, яку в 1915 році встановили в Лондоні на Ватерлоо-Плейс, а в 1917 році її мармурова репліка встановлена в центрі міста Крайстчерч і є одним з історичних місць Нової Зеландії. У лютому 2011 року під час землетрусу остання була пошкоджена, але в жовтні 2017 року її відновили.

## Перед історія

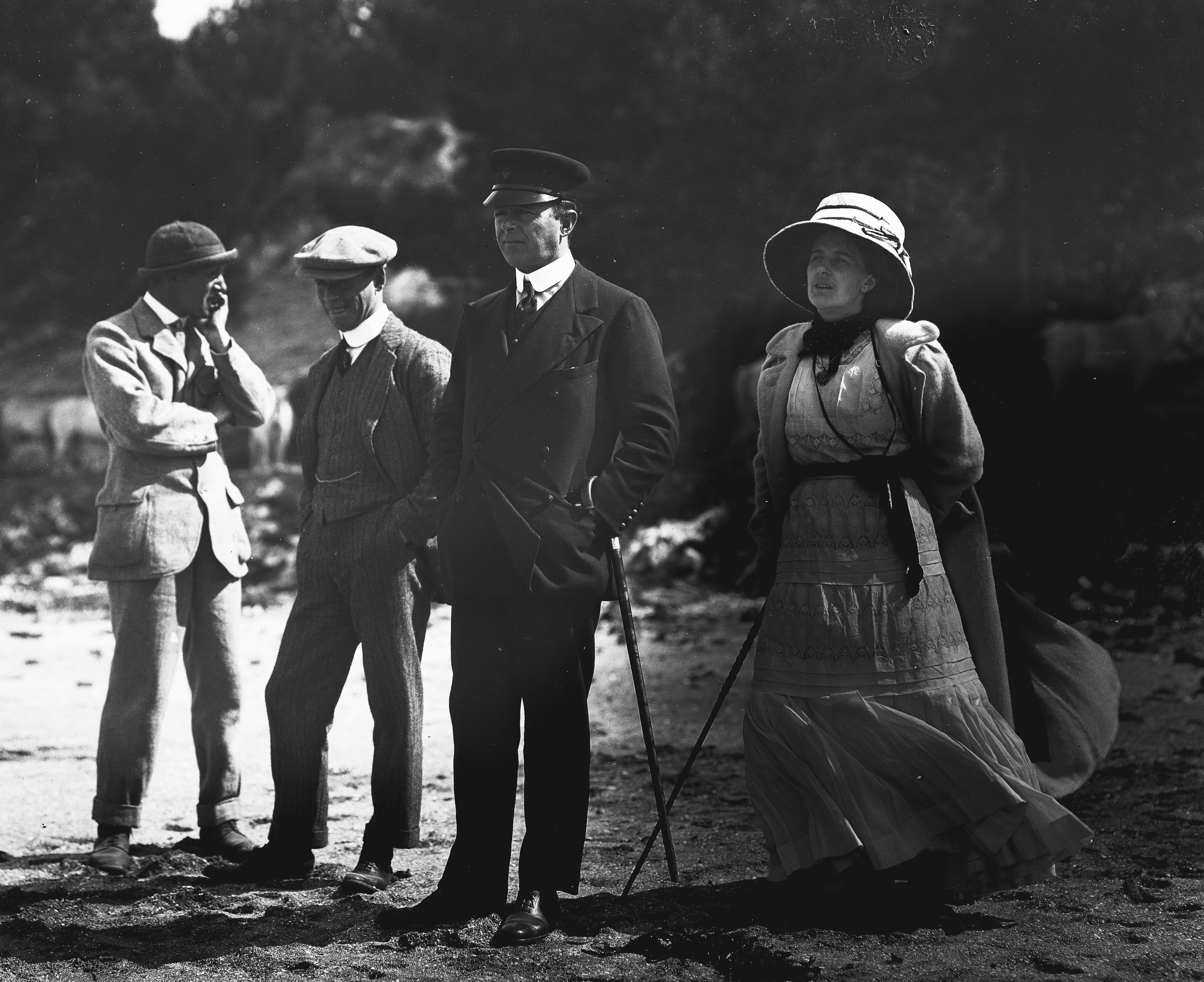
Роберт Скотт з дружиною Кетлін на острові Куейла в Літтелтонской бухті (1910)

У 1901–1904 і 1910–1913 роках Роберт Скотт очолював британські Антарктичні експедиції, основною метою яких, серед інших, було підкорення Південного полюса планети. Під час першої експедиції 30 грудня 1902 роки йому вдалося досягти 82 ° 17 'пд. ш. 9 січня 1909 року його соратнику по першому походу Ернесту Шеклтону в ході експедиції на «Німрод» вдалося досягти 88-й паралелі, а 17 січня 1912 року Скотт із чотирма товаришами, нарешті, досяг найпівденнішої точки планети, але виявився на ній не першим — на 33 дні раніше нього полюса досягла норвезька команда Руаля Амундсена. Скотт загинув під час повернення на експедиційну базу, а звістка про смерть учасників його полюсної партії, отримане тільки на початку лютого 1913 року, зробило їх героями Британської імперії. Через лічені дні після отримання сумної звістки було розпочато збір коштів на допомогу сім'ям загиблих полярників, не останню чергу в якому зіграла участь короля Великої Британії Георга V у поминальній службі в соборі Святого Павла. За короткий термін було зібрано понад 80 000 £, що дозволило поліпшити не тільки фінансове становище родичів загиблих, але й увічнити їх пам'ять засобами монументального мистецтва. Пам'ятники Скотту були встановлені в Англії: в Лондоні і Портсмуті, а також в Кейптауні, Крайстчерчі і Порт-Чалмерсе. У 1925 році в Девонпорті, на батьківщині капітана, був споруджений національний монумент авторства Альберта Ходжа.

## Історія пам'ятника

### Пам'ятник у Лондоні
Статуя Скотта в Лондоні була замовлена вдові мандрівника Кетлін Скотт, учениці Родена, офіцерами Королівського флоту. Друг Скотта, адмірал Джордж Егертон, призначений в 1911 році другим морським лордом, провів кампанію зі збору пожертв серед своїх підлеглих і зібрав 1000 £. Комітет зі створення особливого, флотського меморіалу звернувся до Вінстона Черчилля з проханням виділити місце в Лондоні, особливо відзначивши, що в столиці на той момент було всього два відомі меморіали, присвячених морякам: Колона Нельсона і статуя Джона Франкліна. Питання про місце вирішило Лісове управління (англ. Office of Woods), запропонувавши встановити пам'ятник на Ватерлоо-Плейс навпроти статуї Джона Франкліна.
Секретар Управління нерухомістю (англ. Office of Works) Лайонел Ерл, через якого вирішувалося питання про зведення монумента, заперечував проти залучення до роботи Кетлін Скотт, називаючи її «позбавленої будь-якого художнього смаку», проте Егертон не став прислухатися до думки Ерла. Піддавався критиці й задум Кетлін Скотт зобразити чоловіка в похідному спорядженні: адмірал Б'юмонт вважав, що в обраному місці недоречно зображення героя в робочому одязі, статуї слід надати більш урочистого вигляду. Однак художниця відмовилася щось міняти, і статуя була виконана їй в задуманому вигляді.
Відкриття пам'ятника відбулося 15 листопада 1915 року. Очолював урочисту церемонію перший лорд Адміралтейства Артур Бальфур. Бронзова табличка на постаменті містила лише одне ім'я — капітана Роберта Скотта. У 1923 році були додані імена й інших учасників трагічного походу: Едварда Вілсон, Генрі Боверса, Лоуренса Отса і Едгара Еванса. Також на табличці приведена цитата з останнього листа Скотта «Послання суспільству»:

Якби ми залишилися в живих, то яку б я повідав повість про твердість, витривалість і відвагу своїх товаришів, яка розтривожила б серце кожного англійця! Мої нерівні рядки і наші мертві тіла повинні розповісти цю повість.
Оригінальний текст (англ.)
Had we lived I should have had a tale to tell of the hardihood, endurance and courage of my companions which would have stirred the heart of every Englishman. These rough notes and our dead bodies must tell the tale.

### Пам'ятник в Крайстчерчі

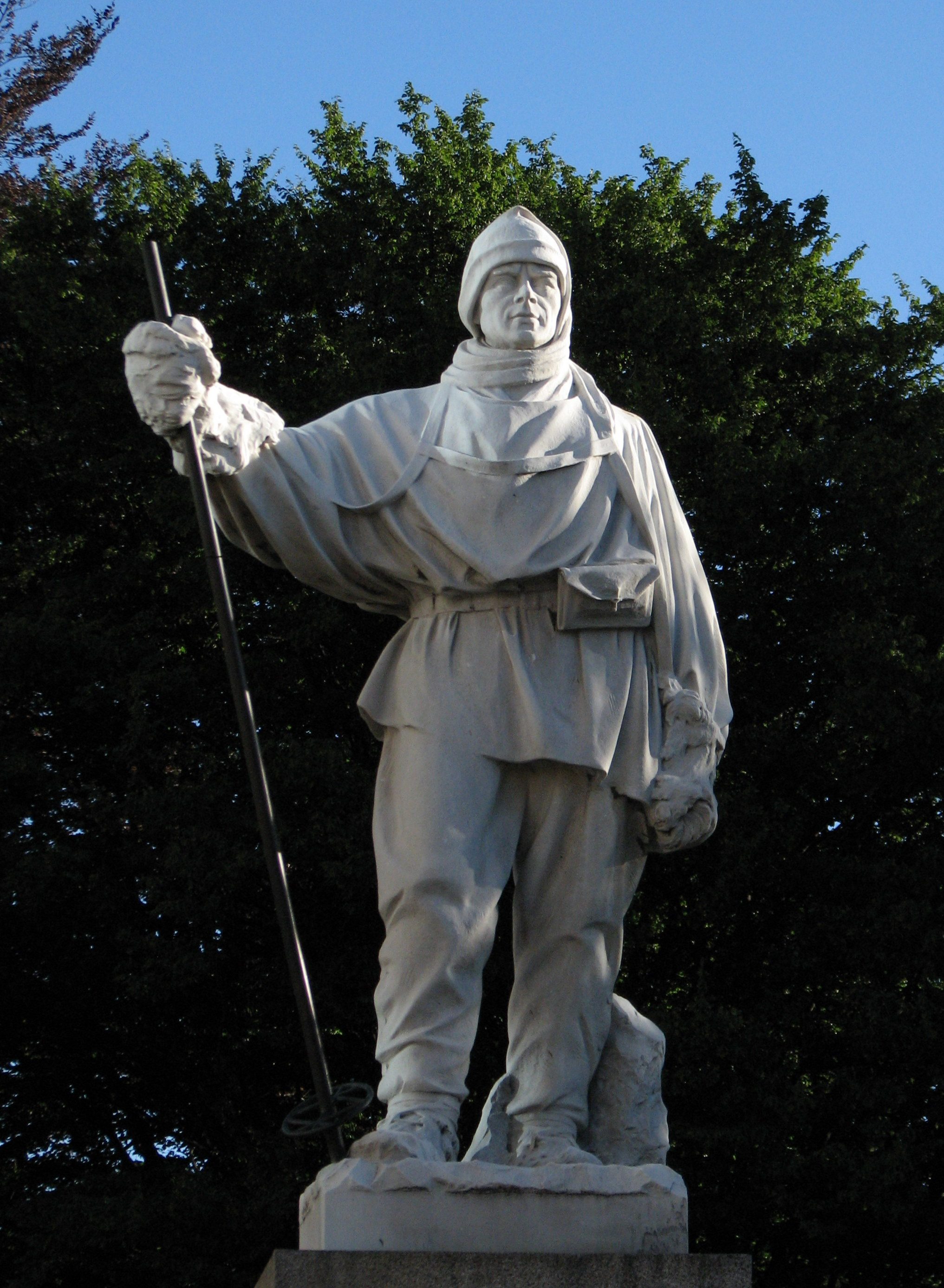
Репліка статуї Скотта в Крайстчерчі

Новозеландські Крайстчерч і Літтеллтон неодноразово були портами заходу антарктичних експедицій, де, в тому числі здійснювали кінцеву підготовку до плавання експедиційні суди Роберта Скотта й Е. Шеклтона.
Протягом тижня після звістки про смерть Скотта мер Крайстчерча Генрі Холланд скликав загальноміські збори з приводу установки меморіалу полярному дослідникові. За його підсумками було сформовано Комітет меморіального фонду Скотта, який привернув понад 1000 £ добровільних пожертвувань. У грудні 1914 року Комітет вирішив, що меморіал буде являти собою статую, а пізніше попросив Кетлін Скотт виготовити точну репліку її бронзової роботи, встановленої на Ватерлоо-Плейс в Лондоні. Зростання цін на метал, викликаний Першою світовою війною, визначив вибір будівельним матеріалом більш дешевий мармур. Для виготовлення статуї Кетлін Скотт в березні 1916 року вирушила до італійського міста Каррара, оскільки на час війни Британія заборонила імпорт мармуру. Вона почала роботу зі шматком об'ємом понад 12 м³:

Ви будете раді чути, що це напрочуд витончений шматок мармуру, хорошого кольору, без вад і іншого. Враховуючи великий розмір, це справжнє везіння.
Оригінальний текст (англ.)
You will be glad to hear that it is a remarkably fine piece of marble, of a good colour and without any flaw whatever. Considering the great size this is very fortunate.

Статуя була закінчена на початку квітня 1916 року, за винятком зовсім незначних деталей, — рукавичок і області навколо однієї з ніг, які Кетлін Скотт пропонувала завершити пізніше, якщо раптом виявиться в Крайстчерчі, але цього так і не сталося. Кетлін також виготовила її основу і п'єдестал. Відправлення готової роботи в Нову Зеландію затрималася до жовтня через військових дій; в результаті, до місця установки пам'ятник абсолютно безоплатно частинами доставили Shaw Savill & Albian Company і New Zealand Shipping Company. Монумент був встановлений в Крайстчерчі на перетині Вустер-стріт і Оксфорд-Террейс. Його урочисто відкрив губернатор Нової Зеландії 9 лютого 1917 року. Пам'ятник звернений обличчям на північ, на момент відкриття в будинку навпроти розташовувалися адміністративні служби міста. На постаменті було викарбувано напис — цитата з останнього листа Скотта «Послання суспільству»:

Я не шкодую про цю подорож, вона показало
 що англійці можуть переносити поневіряння
 допомагати один одному і зустрічати смерть
з такою ж величавою хоробрістю, як і в минулий час.
Оригінальний текст (англ.)
I do not regret this journey, which shows 
that Englishmen can endure hardships, 
help one another, and meet death with 
as great fortitude as ever in the past.

До 1922 року напис стала нечитаною, було запропоновано підкреслити її фарбою, але, в підсумку, було вирішено встановити додаткову меморіальну напис з таким же текстом перед декоративною огорожею монумента. Там же на інший пам'ятній дошці перераховані імена п'ятьох загиблих мандрівників. Після публікації в 1995 році біографії Кетлін Скотт було вирішено увічнити і її пам'ять. Була додана табличка з текстом:

Ця статуя була створена Кетлин Скотт (1878—1947), вдовою капітана Скотта. Відкрита в 1917 році.
Оригінальний текст (англ.)
This statue was sculpted by Kathleen Scott FRSBS (1878–1947) Widow of Captain Scott, and was unveiled in 1917.

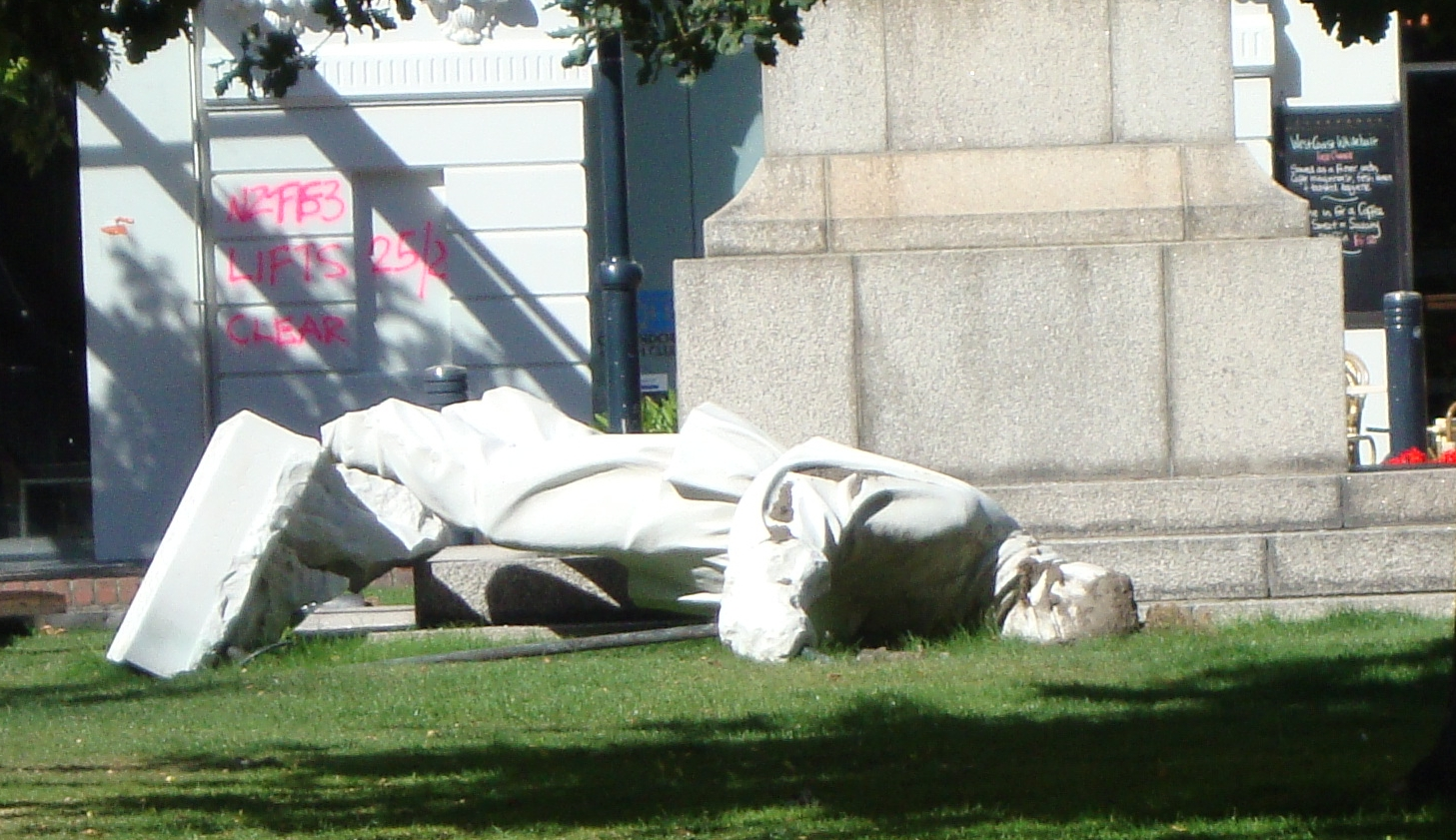
Статуя впала у лютому 2011 року

26 листопада 1981 року пам'ятник був зареєстрований в реєстрі Фонду охорони історичних місць Нової Зеландії з присвоєнням категорії II (об'єкти, що мають історичну або культурну значимість або цінність) і реєстраційного номера 1840. Статуя є одним з семи пам'ятників, створених Кетлін Скотт після смерті чоловіка. Він також символізує зв'язок Крайстчерча з дослідженнями Антарктики: місто, крім того, що був відправною точкою експедицій Шеклтона і Скотта в минулому, є воротами в Антарктику нині, надаючи Італії, Нової Зеландії та Сполученим Штатам Америки бази в міжнародному аеропорту «Крайстчерч».
У лютому 2011 року під час Крайстчерчського землетрусу статуя впала з п'єдесталу. Вона розкололася на дві частини й була відправлена на зберігання. Її виставили під час фестивалю Icefest 2012, а потім, з січня 2016 року, розмістили на виставці в Музеї Крайстчерчського землетрусу, який є частиною Музею Кентербері на Сіті-Молл. У жовтні 2017 року пам'ятник повернувся на належне місце.